# Campeonato Asiático de Atletismo de 2013
A 20ª edição do Campeonato Asiático de Atletismo foi o evento esportivo organizado pela Associação Asiática de Atletismo (AAA) no Shree Shiv Chhatrapati Sports Complex, na cidade de Pune na Índia entre 3 e 7 de julho de 2013. Foram disputados 42 provas no campeonato, no qual participaram 552 atletas de 42 nacionalidades. 

## Medalhistas

### Masculino

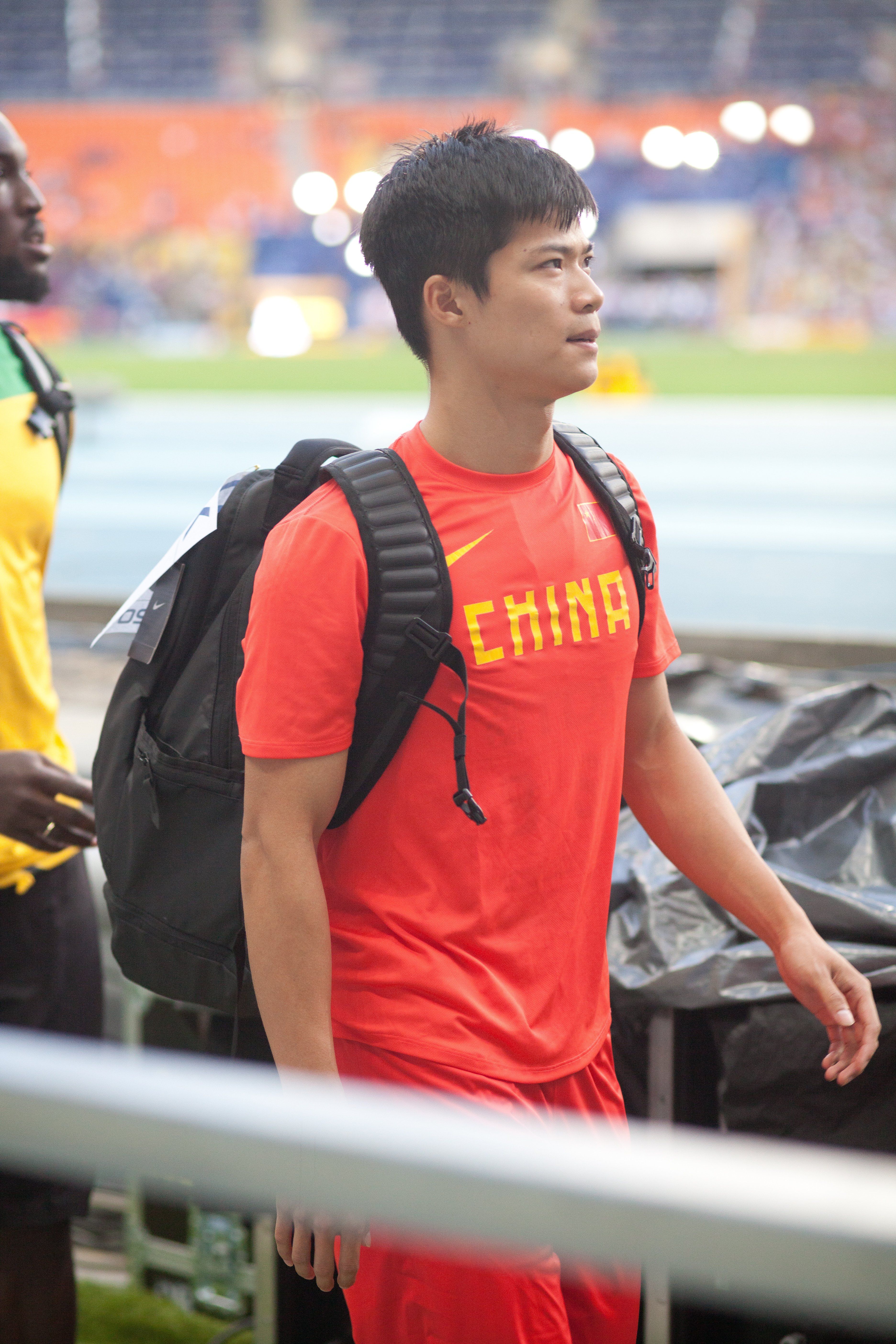
Su Bingtian da China, vencedor dos homens de 100 metros.

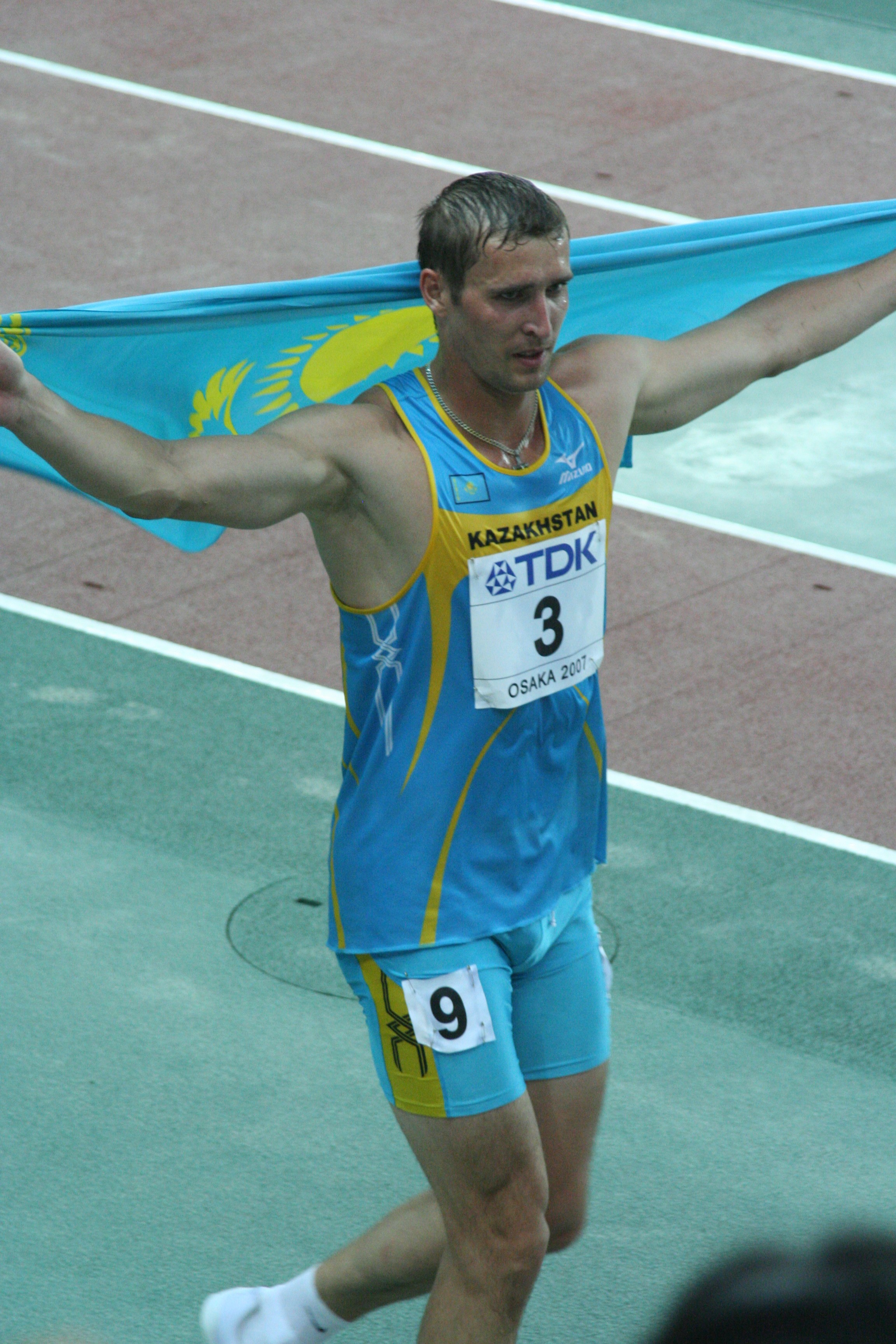
Dmitriy Karpov do Cazaquistão, vencedor do decathlon masculino.

| Evento                           | Ouro | Ouro     | Prata                                                                        | Prata    | Bronze                                                                                     | Bronze   |
| -------------------------------- | --- | -------- | ---------------------------------------------------------------------------- | -------- | ------------------------------------------------------------------------------------------ | -------- |
| 100 metros detalhes              | Su Bingtian · China                                                                                     | 10.17    | Samuel Francis · Catar                                                       | 10.27    | Barakat Al-Harthi Omã                                                                      | 10.30    |
| 200 metros detalhes              | Xie Zhenye · China                                                                                      | 20.87    | Fahhad Mohammed Al Subaie · Arábia Saudita                                   | 20.92    | Kei Takase · Japão                                                                         | 20.92    |
| 400 metros detalhes              | ousef Masrahi · Arábia Saudita                                                                          | 45.08    | Ali Khamis Khamis · Bahrein                                                  | 45.65    | Yuzo Kanemaru · Japão                                                                      | 45.95    |
| 800 metros detalhes              | Musaeb Abdulrahman Balla · Catar                                                                        | 1:46.92  | Abdulaziz Ladan · Arábia Saudita                                             | 1:47.01  | Belal Mansoor Ali · Bahrein                                                                | 1:48.56  |
| 1 500 metros detalhes            | Emad Noor · Arábia Saudita                                                                              | 3:39.51  | Mohamad Al-Garni · Catar                                                     | 3:40.75  | Belal Mansoor Ali · Bahrein                                                                | 3:40.96  |
| 5 000 metros detalhes            | Dejene Regassa Mootoma · Bahrein                                                                        | 13:53.25 | Alemu Bekele Gebre · Bahrein                                                 | 13:57.23 | Emad Noor · Arábia Saudita                                                                 | 14:05.88 |
| 10 000 metros detalhes           | Alemu Bekele Gebre · Bahrein                                                                            | 28:47.26 | Bilisuma Shugi · Bahrein                                                     | 28:58.67 | Ratiram Saini · Índia                                                                      | 29:35.42 |
| 110 metros barreiras detalhes    | Jiang Fan · China                                                                                       | 13.61    | Abdulaziz Al Mandeel · Kuwait                                                | 13.78    | Wataru Yazawa · Japão                                                                      | 13.88    |
| 400 metros barreiras detalhes    | Yasuhiro Fueki · Japão                                                                                  | 49.86    | Cheng Wen · China                                                            | 50.07    | Satinder Singh · Índia                                                                     | 50.35    |
| 3 000 metros obstáculos detalhes | Tareq Mubarak Taher · Bahrein                                                                           | 8:34.77  | Dejene Regassa Mootoma · Bahrein                                             | 8:37.40  | Tsuyoshi Takeda · Japão                                                                    | 8:48.48  |
| 4×100 metros estafetas detalhes  | Hong Kong · Tang Yik Chun · Lai Chun Ho · Ng Ka Fung · Tsui Chi Ho                                      | 38.94    | Japão · Kazuma Oseto · Kei Takase · Sota Kawatsura · Yuichi Kobayashi        | 39.11    | China · Guo Fan · Xie Zhenye · Su Bingtian · Chen Qiang                                    | 39.17    |
| 4×400 metros estafetas detalhes  | Arábia Saudita · Mohammed Ali Al-Bishi · Fahhad Mohammed Al Subaie · Mohammed Al-Salhi · Yousef Masrahi | 3:02.53  | Japão · Yusuke Ishitsuka · Yuzo Kanemaru · Kazuya Watanabe · Hideyuki Hirose | 3:04.46  | Sri Lanka · Chanaka Dulan Priyashantha · Dilan Aloka · Kasun Seneviratne · Anjana Madushan | 3:04.92  |
| Salto em altura detalhes         | Bi Xiaoliang · China                                                                                    | 2.21 m   | Jithin Thomas · ÍndiaKeyvan Ghanbarzadeh · Irão                              | 2.21 m   | Não premiado                                                                               |          |
| Salto com vara detalhes          | Xue Changrui · China                                                                                    | 5.60 m   | Lu Yao · China                                                               | 5.20 m   | Jin Min-Sub Coreia do Sul                                                                  | 5.20 m   |
| Salto em distância detalhes      | Wang Jianan · China                                                                                     | 7.95 m   | Kumaravel Premkumar · Índia                                                  | 7.92 m   | Tang Gongchen · China                                                                      | 7.89 m   |
| Salto triplo detalhes            | Cao Shuo · China                                                                                        | 16.77 m  | Renjith Maheshwary · Índia                                                   | 16.76 m  | Arpinder Singh · Índia                                                                     | 16.58 m  |
| Arremesso do peso detalhes       | Sultan Al-Hebshi · Arábia Saudita                                                                       | 19.68 m  | Chang Ming-huang · Taipé Chinesa                                             | 19.61 m  | Om Prakash Singh · Índia                                                                   | 19.45 m  |
| Lançamento de disco detalhes     | Vikas Gowda · Índia                                                                                     | 64.90 m  | Mohammad Samimi Irão                                                         | 61.93 m  | Ahmed Mohamed Dheeb · Catar                                                                | 60.82 m  |
| Lançamento de martelo detalhes   | Dilshod Nazarov · Tajiquistão                                                                           | 78.32 m  | Ali Al-Zinkawi · Kuwait                                                      | 74.70 m  | Qi Dakai · China                                                                           | 74.19 m  |
| Lançamento de dardo detalhes     | Ivan Zaytsev · Uzbequistão                                                                              | 79.76 m  | Sachith Maduranga · Sri Lanka                                                | 79.62 m  | Samarjit Singh · Índia                                                                     | 75.03 m  |
| Decatlo detalhes                 | Dmitriy Karpov · Cazaquistão                                                                            | 8037 pts | Akihiko Nakamura · Japão                                                     | 7620 pts | Leonid Andreev · Uzbequistão                                                               | 7383 pts |

## Quadro de medalhas

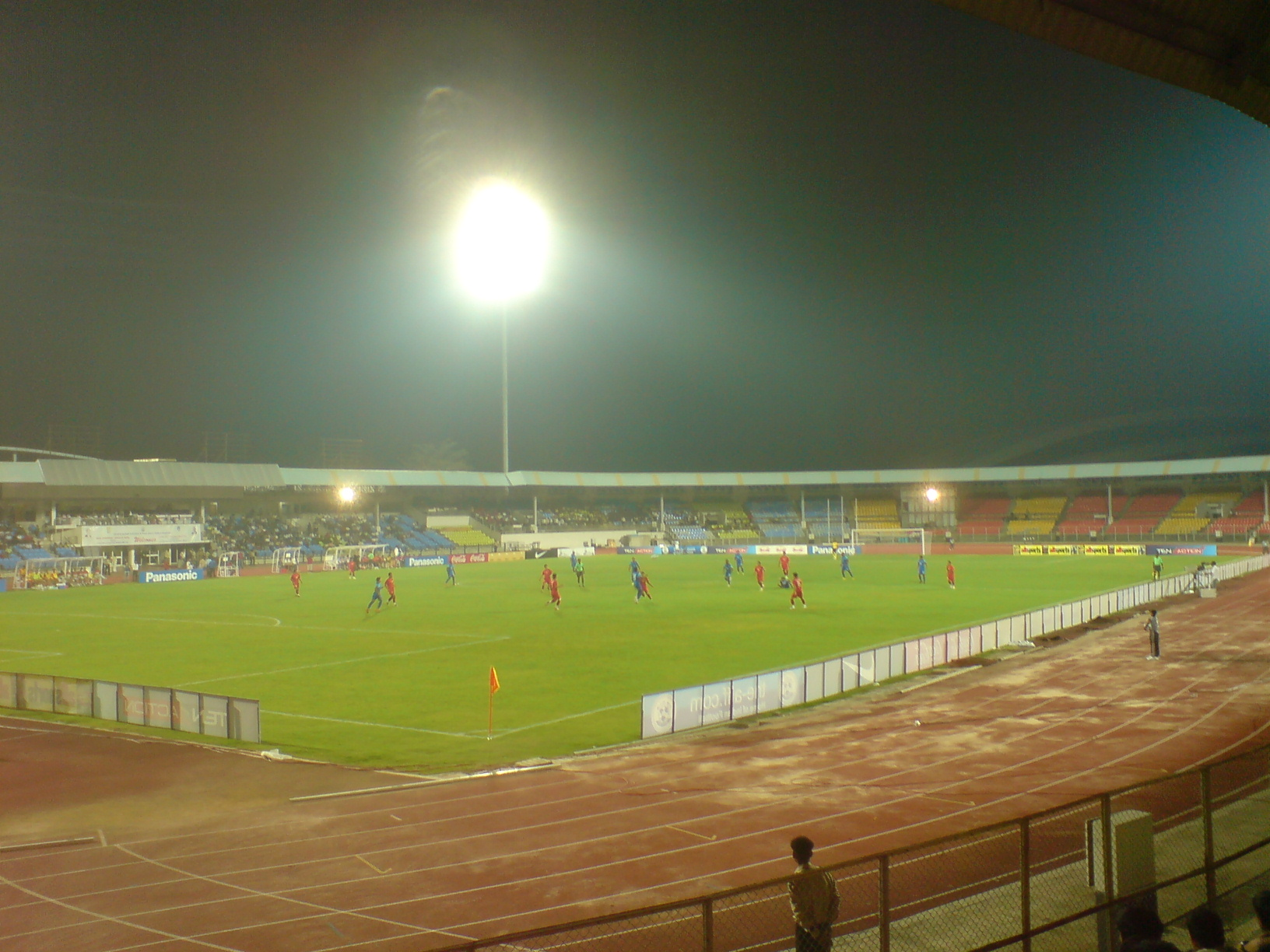
O estádio anfitrião em Pune

| Ordem | País                   | Medalha de ouro | Medalha de prata | Medalha de bronze | Total |
| ----- | ---------------------- | --------------- | ---------------- | ----------------- | ----- |
| 1     | China                  | 16              | 6                | 5                 | 27    |
| 2     | Bahrein                | 5               | 7                | 3                 | 15    |
| 3     | Japão                  | 4               | 6                | 10                | 20    |
| 4     | Arábia Saudita         | 4               | 2                | 1                 | 7     |
| 5     | Uzbequistão            | 3               | 4                | 1                 | 8     |
| 6     | Índia                  | 2               | 6                | 9                 | 17    |
| 7     | Cazaquistão            | 2               | 1                | 2                 | 5     |
| 8     | Emirados Árabes Unidos | 2               | 1                | 0                 | 3     |
| 9     | Catar                  | 1               | 2                | 1                 | 4     |
| 10    | Tailândia              | 1               | 0                | 2                 | 3     |
| =11   | Hong Kong              | 1               | 0                | 0                 | 1     |
| =11   | Tajiquistão            | 1               | 0                | 0                 | 1     |
| 13    | Irão                   | 0               | 3                | 0                 | 3     |
| 14    | Sri Lanka              | 0               | 2                | 1                 | 3     |
| 15    | Kuwait                 | 0               | 2                | 0                 | 2     |
| 16    | Taipé Chinesa          | 0               | 1                | 1                 | 2     |
| 17    | Coreia do Sul          | 0               | 0                | 2                 | 2     |
| 18    | Líbano                 | 0               | 0                | 1                 | 1     |
| 18    | Omã                    | 0               | 0                | 1                 | 1     |
| 18    | Coreia do Norte        | 0               | 0                | 1                 | 1     |
|       | Total                  | 42              | 43               | 41                | 126   |

## Participantes
522 atletas de  42 nacionalidades participaram da competição.
- Afeganistão (5)
- Bahrein (20)
- Bangladesh (5)
- Brunei (2)
- Camboja (2)
- China (43)
- Taipé Chinesa (17)
- Hong Kong (16)
- Índia (101)
- Indonésia (4)
- Irão (20)
- Iraque (5)
- Japão (51)
- Jordânia (1)
- Cazaquistão (24)
- Kuwait (6)
- Quirguistão (5)
- Laos (2)
- Líbano (4)
- Macau (5)
- Malásia (7)
- Maldivas (5)
- Mongólia (2)
- Nepal (4)
- Coreia do Norte (3)
- Omã (5)
- Paquistão (5)
- Palestina (1)
- Filipinas (14)
- Catar (17)
- Arábia Saudita (14)
- Singapura (4)
- Coreia do Sul (18)
- Sri Lanka (18)
- Síria (3)
- Tajiquistão (3)
- Tailândia (22)
- Timor-Leste (3)
- Emirados Árabes Unidos (5)
- Uzbequistão (19)
- Vietname (8)
- Iêmen (5)

Legenda
| Recorde mundial       | Recorde mundial (World record)               |                       | Recorde africano                      | Recorde africano (African) |                                           | Q | Classificado por posição (Qualified) |
| Recorde do campeonato | Recorde do campeonato (Championship record)  | Recorde da América    | Recorde da América (Americas)         | q                          | Classificado por melhor tempo (Qualified) |   |                                      |
| Melhor marca do ano   | Melhor marca do ano (World leading)          | Recorde asiático      | Recorde asiático (Asian)              | DNS                        | Não largou (Did not start)                |   |                                      |
| Recorde nacional      | Recorde nacional (National record)           | Recorde europeu       | Recorde europeu (European)            | DNF                        | Não terminou (Did not finish)             |   |                                      |
| Recorde pessoal       | Recorde pessoal do atleta (Personal best)    | Recorde da Oceania    | Recorde da Oceania (Oceania)          | DSQ / DQ                   | Desclassificado (Disqualified)            |   |                                      |
| Recorde da temporada  | Recorde da temporada do atleta (Season best) | Recorde sul-americano | Recorde sul-americano (South America) | NM                         | Sem marca (No mark)                       |   |                                      |